# セレオ相模原
セレオ相模原（せれおさがみはら）は、JR中央線コミュニティデザインが神奈川県相模原市のJR横浜線相模原駅で運営している駅ビルの名称である。以前の施設名は「相模原ナウ」であったが、2013年4月1日、「セレオ相模原」に名称を変更した。「セレオ（CELEO）」とは、中央線をイメージしたCentral LineとOrangeからなる造語である。「セレオ」シリーズの中では唯一中央線沿線以外駅のビルである。

## フロアガイドと主なテナント
1階～3階には「ライフ」、「マツモトキヨシ」、「ワッツ」、「ヴィ・ド・フランス」、「マクドナルド」など、合計25ショップの専門店があり、4階には「中央区役所相模原駅連絡所」「市民ギャラリー」等、相模原市の施設がある。
詳細は公式サイト内ショップ・フロアマップを参照。

## 交通
JR横浜線「相模原駅」下車すぐ（南口）